# Dovje
Dovje (IPA: [ˈdoːu̯jɛ]) è un insediamento (naselje) della municipalità di Kranjska Gora nella regione statistica dell'Alta Carniola in Slovenia.
La frazione si trova al sud della catena montuosa delle Caravanche ad un'altezza di 703 m s.l.m., è adatto all'agricoltura, attività praticata da secoli.